# Třída Hopkins
Třída Hopkins byla třída torpédoborců námořnictva Spojených států amerických. Byla to druhá ze čtyř tříd tvořících první skupinu 16 amerických torpédoborců, jejich stavba byla potvrzena roku 1898 (třídy Bainbridge, Hopkins, Lawrence a Truxtun). Zahrnovala celkem dvě jednotky. Torpédoborce byly nasazeny za první světové války a roku 1919 vyřazeny.

## Stavba
V letech 1899–1903 byly postaveny dvě jednotky této třídy. Torpédoborce navrhla a postavila loděnice Harlan & Hollingsworth ve Wilmingtonu.
Jednotky třídy Hopkins:
| Jméno              | Loděnice               | Založení kýlu  | Spuštěna        | Vstup do služby | Osud          |
| ------------------ | ---------------------- | -------------- | --------------- | --------------- | ------------- |
| USS Hopkins (DD-6) | Harlan & Hollingsworth | 2. února 1899  | 24. dubna 1902  | 23. září 1903   | Vyřazen 1919. |
| USS Hull (DD-7)    | Harlan & Hollingsworth | 22. února 1899 | 21. června 1902 | 20. května 1903 | Vyřazen 1919. |

## Konstrukce

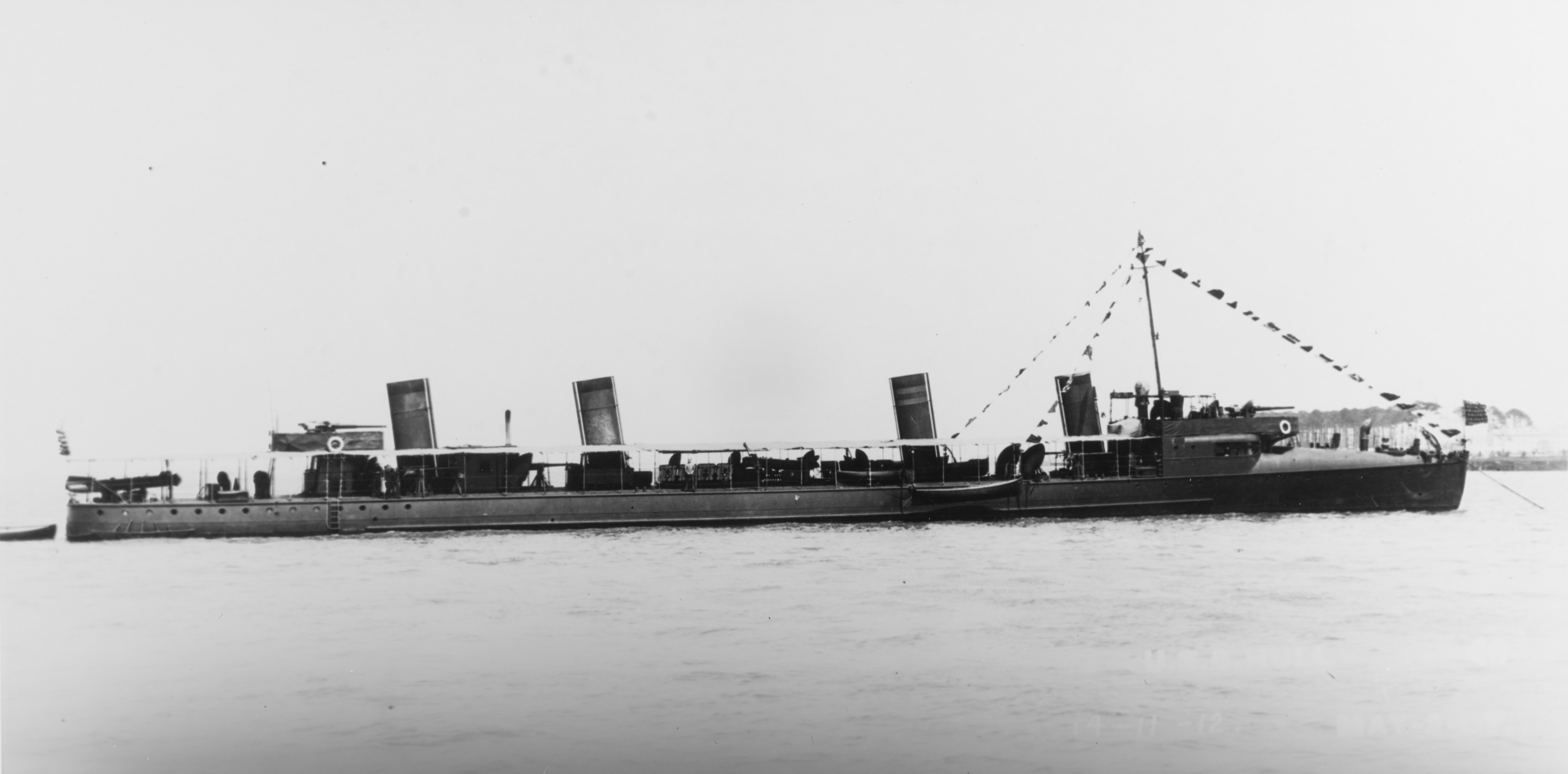
USS Hull (DD-7)

Torpédoborce byly vyzbrojeny dvěma 76mm kanóny Mk.III/V/VI, šesti 57mm (šestiliberními) kanóny Driggs-Schroeder Mk.II/III a dvěma 450mm torpédomety. Na palubě byla dvě rezervní torpéda pro druhou salvu. Pohonný systém tvořily dva parní stroje s trojnásobnou expanzí (VTE) a čtyři kotle Thornycroft, pohánějící dva Lodní šrouby. Výkon pohonného systému byl 7200 hp. Nejvyšší rychlost dosahovala 29 uzlů.

## Služba
Oba torpédoborce byly ve službě za první světové války. Žádný nebyl ztracen. Roku 1919 byly vyřazeny a roku 1920 prodány k sešrotování.